# Newbritainspökuggla
Newbritainspökuggla (Ninox odiosa) är en fågel i familjen ugglor inom ordningen ugglefåglar. Fågeln förekommer på ön Niu Briten i Bismarckarkipelagen.

## Utseende och läte
Newbritainspökugglan är en liten (22 cm) uggla med fint prickig chokladbrun ovansida. Undersidan är ljusare fläckad i vitt och brunt. Tydligt vita ögonbryn och en vit strupfläck ger den ett tydligt ansiktsuttryck. Lätet är ett snabbt upprepat "whoo" som typiskt inleds mörkt och sen ökar i tonhöjd, volym och tempo.

## Status
I artens utbredningsområde har omfattande avverkningar av låglänta skogar ägt rum, vilket tros ha påverkat artens bestånd kraftigt. Den är därför upptagen på internationella naturvårdsunionen IUCN:s röda lista över hotade arter, där listad som sårbar (VU). Sedan 2002 har dock avverkningarna avstannat. Världspopulationen uppskattas till mellan 10 000 och 20 000 vuxna individer.